# Folkefest
Folkefester og folkemøder er brede folkelige begivenheder med et demokratisk ideal. Folkemøderne har traditionelt et nationalpatriotisk eller politisk fokus, men kan også være fester hvor underholdningen er i højsædet. Oftest rummer de begge elementer. Traditionen med folkefester blev indledt af Steen Steensen Blicher, da han tog initiativ til Himmelbjergfesten i 1839. Blicher havde som ambition en blanding af en patriotisk sammenkomst og "gymnastiske væddelege" fra oldtidens Hellas. Himmelbjergsfesten blev gentaget med voksende tilslutning de kommende år, og initiativet blev fulgt op af lignende fester rundt om i landet. Mod århundredskiftet var tilslutningen til folkefesterne dog noget vigende, og kun møder, hvor grænsespørgsmålet var et bærende tema, kunne mobilisere større menneskemængder.
Efter systemskiftet i 1901 fik mange folkefester karakter af grundlovsfester, hvilket igen gav møderne vind i sejlene, og dermed blev grunden lagt til en tradition, som siden har holdt sig. Af andre folkefester kan nævnes Rebildfesten på USA's uafhængighedsdag (med ca. 1500 deltagere i 2018) samt i dette århundrede folkemødet på Bornholm, hvor der i 2018 var 113.000 deltagere. Også arrangementer med et mere snævert politisk program benævnes jævnligt folkefester. Eksempelvis har der siden 2013 været et nationalkonservativt sommermøde, oprindelig kendt som Mosbjerg Folkefest, der i 2018 samlede ca. 150 mennesker, primært ældre.

## Oprindelse
De første større danske folkefester fandt sted på privat initiativ. Steen Steensen Blicher krediteres som initiativtageren, da han lancerede Himmelbjergfesten i 1839. Han blev muligvis inspireret af et mindre møde på Himmelbjerget i 1838, hvor syv-otte studenter mødtes og førte samtaler på bjerget og senere Rye Kro. Før studenterne skiltes, aftalte de at gentage begivenheden næste år.
Blicher blev muligvis også inspireret af de samtidige tyske folkemøder, heriblandt den store Hambacherfest beskrevet i Kjøbenhavnsposten 1836.
De rådgivende provinsialstænderforsamlinger blev indført 28. maj 1831, og den umiddelbart vigtigste konsekvens var etableringen af en politisk institution inden for rammerne af det enevældige system, hvilket legitimerede politisk aktivitet fra borgernes side. Årsdagen for indførelsen af de rådgivende provinsialstænderforsamlinger blev fejret ved folkemøder, hvor også Blicher deltog. Disse fester var dog i 1830'erne endnu ikke brede folkelige begivenheder som Hambacherfesten, Himmelbjergfesten og deres efterfølgere.

### Himmelbjergfesten
Blichers ambition for den første Himmelbjergfest i 1839 var en blanding mellem antikkens Hellas ”gymnastiske Væddelege”, en kulturel festival med digtoplæsning, malerkunst og visesang, og en patriotisk dansk sammenkomst. Festen havde 5-600 deltagere og startede ved solopgang. Man sang Blichers ”Danmark! Fostermoder kjære” to gange, og herefter solgte bondedigteren Peder Jensen tre viser formedels fire skilling. Slagteren i Gammel Rye havde slagtet nogle kyllinger og lavet rullepølser, men bortset fra det var der ingen udskænkning på bjerget. Folk havde madkurve med som de delte. Efter frokost spillede de ti regimentsmusikere fra Horsens op til sommerbal på bjerget. Hen på eftermiddagen holdt Blicher en lang tale, hvor han argumenterede for, at årsdagen for Stænderforsamlingernes indførelse fremover skulle festligholdes på Himmelbjerget, og bad til at folkefesten i fremtiden måtte udvikle sig til en nordisk, mellemfolkelig begivenhed.
I talen sagde Blicher også: "Vi ere alle Nordmænd" – en slet skjult henvisning til Norges demokratiske grundlov fra 1814, og den eneste kontroversielle udtalelse på mødet. Censuren lagde en dæmper på de politiske holdninger, der kunne komme til udtryk på Himmelbjerget og ved andre folkefester på denne tid. I referaterne kan man se at kongen blev ofret stor opmærksomhed, og at talerne konstant betonede deres loyalitet mod regenten og staten. At gøre andet kunne være risikabelt, både personligt og for folkefestens fremtid, hvilket nedenstående eksempel fra Sjælland viser.
Himmelbjergfesten voksede i årene der fulgte. Festernes praktiske udformning kom på mange måder til at ligne de folkefester vi kender i dag, med mad- og drikkevaresalg fra telte og pavilloner, musik, dans, forlystelser og fuldskab.
Blichers politiske standpunkter udviklede sig i 1840'erne i national, endog nationalistisk retning, og han involverede sig i grænsespørgsmålet og medvirkede til etableringen af Skamlingsbanken som talerør for den sønderjyske bevægelse og dens kamp for Slesvigs indlemmelse i kongeriget.

## Udbredelse 1840-1908
Fra 1840-1850 blev der afholdt folkefester adskillige steder i landet, og Blicher var involveret i det meste, som medarrangør eller inspirationskilde. Blicher foreslog blandt andet folkefester i Bovbjerg vest for Lemvig og i Bulbjerg nord for Thisted. Bulbjergfesten blev afholdt tre gange fra 1840 til 1842. De to første fester blev arrangeret af nordjyske præster med ”folkelig opvækkelse” som formål. Det opbyggende element kom hurtigt til at stå i skyggen af dansen og underholdningen, og i referatet fra Bulbjergfestens tredje og sidste år nævnes præsterne slet ikke: ”… man maa beklage, at ej flere fulgte den almindelig skete Opfordring til at staa frem som Talere, thi en Folkefest uden slig aandelig Nydelse taber derved det interessanteste og gaar saa let tilbage til at blive kuns et – Bal.”
De danske folkefester var præget af lokale forhold, men delte et folkeligt, nationalt tema. Fra ca. 1850 og frem til den første fest på Jenle i 1908 var det dog kun sprog- og grænsespørgsmålet i Sønderjylland og Slesvig-Holsten, der kunne mobilisere folk til regelmæssige, årlige folkemøder.

### Folkefester på Sjælland
Der fandt to store folkefester sted på Sjælland den 28. maj 1841: Én på Vejrhøj nær Fårevejle Kirkeby øst for Holbæk, den anden i Egebæksvang ved Espergærde syd for Helsingør.
I Egebæksvang fejrede man indførelsen af de rådgivende provinsialstænderforsamlinger. Festen var et landligt modstykke til en lignende fest i Skydebanen i Helsingør. Mens der i Helsingør kun var 80 deltagere, trak festen i Egebæksvang 5-6.000 deltagere og havde ligesom festerne på Vejrhøj og Himmelbjerget et folkeligt præg med ”forfriskningssteder", fyrværkeri og en dansesalon, hvor festen fortsatte til kl. 5 om morgenen. I de følgende år afholdtes nye folkefester på Egebæksvang, der ligesom Himmelbjergfesterne blev præget af den fremspirende skandinavisme. Festerne tiltrak gæster fra både København og Sverige. Blandt talerne ved festen i 1841 var H. N. Clausen. Nye fester fulgte i 1843 og 1845, og ved sidstnævnte talte Blicher, Orla Lehmann, Carl Ploug og D. G. Monrad. 1845 blev kulminationen for folkefesterne på Egebæksvang med 10.000 gæster. I 1847 blev festen afholdt den 28. maj, men året efter brød Treårskrigen ud, og da festerne blev genoptaget i 1852, var det som grundlovsfester. Senere afholdtes der både fester i anledning af grundlovens indførelse og med velgørende formål, såsom opførelsen af Snekkersten havn i 1872,, reparation af Espergærde havn efter en kraftig storm og etableringen af Egebæksvang kirke.
Festerne på Vejrhøj var inspireret af Himmelbjergfesten og arrangeret af N.F.S. Grundtvigs gode ven, præsten Gunni Busck. Festerne kom fra starten i modvind, da Adelersborg Gods, hvortil Vejrhøj hørte, nedlagde forbud mod festen. Der blev dog givet grønt lys til sidst, og 2-4.000 bønder holdt majfest på højen den 28. maj 1841 og igen i 1842. I 1843 forbød herremanden atter festerne, og da Gunni Busck blev forflyttet som præst til Brøndbyvester nær København, tog de lokale bønder over og søgte et nyt sted at mødes. Dette kom til at foregå på Ulkestrup Mark og officielt for at markære ophævelsen af stavnsbåndet. Ifølge datidens presse tiltrak festen 6-10.000 gæster. Der blev holdt mange taler og luftet kontroversielle holdninger om folkets rettigheder, og mødet vakte opsigt. Kammerråd Drewsen gjorde sig til talsmand for, at "Hvermand kunde blive Herre paa sin Lod, at der blev lige Skat paa lige Jord, og at det var alles Pligt at forsvare Fædrelandet, naar Fare truede, at den riges og fornemmes Søn burde staa Arm til Arm med den fattiges og ringes".
Den 8. november 1845 udstedte regeringen Bondecirkulæret, der reelt forbød folkemøderne på landet. Man kunne dog søge om tilladelse, hvilket Holbæk Amts bønder da også gjorde. De fik den 27. februar 1846 afslag på at holde en ny folkefest. Regeringen besluttede i maj 1846 at ophæve Bondecirkulæret, men først sidst i juni 1846 opnåede bønderne tilladelse til at holde en ny fest på Ulkestrup Mark, der blev en stor begivenhed med 5-6.000 gæster. Talerne blev overvåget af herredsfoged Lynge, der ikke ville risikere en ny politisk skandale. Ved festen blev der sendt hilsner til de danske i Nordslesvig og løfter om støtte til deres kamp for nationalitet og modersmål.

### Skamlingsbanken
I 1836 var tysk rets- og forvaltningssprog i hele Sønderjylland fra Kolding Fjord og ned til Ejderen. Dette forsøgte en række fremtrædende sønderjyder at lave om på, heriblandt Nis Lorenzen, Christian Flor, Laurids Skau, Hans Nissen, Peter Christian Koch og Peter Hiort Lorenzen. De ønskede det danske sprog ligestillet over for det tyske, og den 26. maj 1838 afleverede sønderjyderne en petition til Stænderforsamlingen med 1.500 underskrifter. Den 14/5/1840 udstedte Kong Christian 8. ”Sprogreskriptet”, der gjorde dansk til rets- og øvrighedssprog ned til grænsen.
Hovedmændene bag de første møder på Skamlingsbanken var identiske med petitionens bagmænd. De var i kontakt med Blicher, Peter Hiort Lorenzen deltog i Himmelbjergfesten 1841, mens Peter Christian Koch sad i Himmelbjergkomiteen. Ved Sommerstedfesten 21. februar 1843 blev forsamlingen underrettet om, at nogle mænd på egnen havde købt 7 hektar land på Skamlingsbankens højeste punk, for her den 14. maj hvert år at fejre ”Sprogreskriptets” udstedelse.
Det første folkemøde på Skamlingsbanken blev afholdt 18. maj 1843 og skulle de næste 100 år blive et talerør for sønderjyderne i deres kamp for rettigheder og tilhørssted. Folkemødernes nationalistiske tema havde stor tiltrækningskraft, og liberale politikere opdagede her et effektivt, om end ustyrligt redskab til at mobilisere befolkningen.
De danske møder på Skamlingsbanken fik hurtig tysk konkurrence med folkemøder i Aabenraa i 1843 og på Knivsbjerg, et højdedrag mellem Haderslev og Aabenraa, der i 1893 blev indrettet som mødested for tysksindede sønderjyder.
Skamlingsbankeselskabets ejerskab af festpladsen og deres i øvrigt gode organisation og dedikerede bestyrelse gav organisationen en sammenhængskraft og stabilitet, der sikrede folkemødernes beståen trods krige og skiftende politiske vinde.

## Folkefesternes anden bølge, 1908-1940
Efter systemskiftet i 1901, hvor det endelig blev anerkendt at landets regering skulle udgå af Folketingets flertal, manifesterede de folkelige bevægelser sig blandt andet i en række nye folkefester. Hohøjmødet, som egentlig var Blichers opfindelse tilbage i 1846, genopstod i 1912, mens Dynæsmødet blev egenhændigt drevet frem af digteren Johan Skjoldborg fra 1910-1914, hvor festen i 1913 var den bedst besøgte med op mod 20.000 gæster. I samme periode afholdt Jeppe Aakjær de første Jenlefester, mens dansk-amerikaneren Max Henius etablerede Rebildfesten. Det første danske årsmøde i Sydslesvig efter genforeningen blev holdt i september 1921 på Blæsbjerg i Flensborg . De dansk-sydslesvigske møder samlede i 1920erne cirka 5-6.000 deltagere .

### Jenlefesten
Den første fest på Jenle, Jeppe Aakjærs fædrene gård på halvøen Salling nord for Skive, blev passende arrangeret til ære for Aakjærs forældre den 12. juli 1908. De følgende år blev festerne afholdt med skiftende temaer, heriblandt om kvindesagen i 1908, men den underlæggende strømning var social og havde fokus på bøndernes stilling i samfundet. Festernes skiftende talere reflekterede denne tendens og inkluderede fremtrædende Socialdemokrater såsom H. P. Hansen (1910, 1912), K. M. Klausen (1913) og Thorvald Stauning (1917).
Operasangeren Johannes Fønns, der optrådte ved flere af Jenlefesterne, beskrev i sin tidstypiske og underholdende bog Danske Folkefester fra 1941, hvordan hans sang ved festen i 1912 blev forstyrret af de mere lavkulturelle forlystelser, som siden Himmelbjergfesten har været et fast indslag ved de danske folkefester: ”Ejeren af Gyngen var en meget stor Mand i Nordjylland, der ejede alle de Gynger, som var i Gang paa ethvert Marked og ved enhver Folkefest mellem Aarhus og Skagen, og han havde i den Anledning faaet det historiske Navn ”Gøngehøvdingen” heftet paa sig. Denne stormægtige Mand tænkte ikke paa at holde sig den Ordre efterrettelig, som Festkomiteen og Aakjær forinden havde givet ham, at Karruseller og Gynger ikke maatte gaa under Talerne og Sangene. Til Straf for Gøngehøvdingens Løftebrud blev han selv og alle hans roterende, gyngende og larmende Apparater sidenhen forvist fra Jenle-Festerne.”
Jeppe Aakjær afholdt Jenlefester fra 1910 til 1929, med undtagelse af 1919 og 1927-1928, som blev aflyst på grund af sygdom. Jenlefesterne stoppede i 1930 med Jeppe Aakjærs død, men blev genoptaget i 1980, da Aakjærselskabet blev oprettet.

### Rebildfesten
Forløberen for Rebildfesten blev afholdt i forbindelse med Landsudstillingen i Aarhus i 1909. Max Henius (1859-1935) ønskede at skabe et fast, årligt samlingspunkt for dansk-amerikanere, og købte i 1910 140 tønder hede-areal (Rebild Bakker), som skulle danne ramme for festen. Pengene kom fra donationer fra dansk-amerikanere, og planen var at forære arealet til den danske stat som nationalpark, mod at man kunne benytte parken til at afholde fester på den amerikanske uafhængighedsdag den 4. juli. Den første Rebildfest fandt sted 5. august 1912 og var allerede planlagt, da Frederik 8. døde den 14. maj 1912, så det er en myte, at datoen skyldtes hofsorgen efter kongens død.
Ved den første fest mødte 10-15.000 mennesker op, blandt andet for at hylde den nye konge, Christian 10.
Med undtagelse af årene under Første og Anden Verdenskrig samt coronaviruspandemien har Rebildfesten været afholdt hvert år siden 1914. Festerne har nydt stor opbakning i lokalområdet og var tidligere meget velbesøgt med helt op til 50.000 gæster i 1948. I tidens løb er tilslutningen dalet, og i 2018 deltog ca. 1500 deltagere. I 2022 var det gang nr. 100, at man holdt Rebildfesten i Rebild.

## Folkefester i 21. århundrede

### Folkemødet på Bornholm
Siden 2011 har der været afholdt folkemøde på Bornholm i Allinge i juni måned. I 2018 deltog 113.000 mennesker.

### Mosbjerg Folkefest - Folkefesten
Der er fra 2013 blevet afholdt et årligt møde for nationalkonservative, der startede som Mosbjerg Folkefest ved Mossø ved Skanderborg. Mosbjerg Folkefest er sidenhen blevet afholdt flere andre steder og hedder nu Folkefesten, men har også været kendt som Folkefest For Frihed. Mødet arrangeres i samarbejde mellem de tre højrenationale foreninger For Frihed, Den Danske Forening og Grundlovsforeningen Dansk Kultur. I 2018 deltog ca. 150 mennesker, primært ældre i eller omkring pensionsalderen.

## Danske folkefester 1839-1942
| DATO       | NAVN                            | TEMA                                     | ARRANGØR                 | GÆSTER MAX |
| ---------- | ------------------------------- | ---------------------------------------- | ------------------------ | ---------- |
| 1838-06-20 | Bellevue, Kbh.                  | 50-året for stavnsbåndets ophævelse      | Privat                   | 150        |
| 1839-08-01 | Himmelbjergfesten               | Nordisk, nationalt                       | St. St. Blicher          | 600        |
| 1840-07-01 | Bulbjærgfesten                  | Nationalt, ”Folkelig opvækkelse”         | ”Directionen”            | 300        |
| 1840-08-01 | Himmelbjergfesten               | Nordisk, nationalt                       | St. St. Blicher          | 500        |
| 1841-05-28 | Vejrhøj                         | Royalt, nationalt, bondesagen            | Gunni Busck              | 4.000      |
| 1841-05-28 | Helsingør Skydebane             | Nationalt                                | -                        | 80         |
| 1841-05-28 | Egebæksvang                     | Nationalt, "Folkelig opvækkelse"         | 28. Maj Selskabet        | 6.000      |
| 1841-07-09 | Bulbjærgfesten                  | Nationalt, ”Folkelig opvækkelse”         | "Directionen"            | 300        |
| 1841-08-02 | Himmelbjergfesten               | Nordisk, nationalt                       | St. St. Blicher          | 4.000      |
| 1842-05-28 | Vejrhøj                         | Nationalt, bondesagen                    | Gunni Busck              | -          |
| 1842-05-28 | Egebæksvang                     | Nationalt                                | 28. Maj Selskabet        | 2.000      |
| 1842-08-03 | Himmelbjergfesten               | Nordisk, nationalt                       | Himmelbjerg-Selskabet    | 2.000      |
| 1842-08-12 | Bulbjærgfesten                  | Nationalt, kommunalt                     | -                        | 500        |
| 1843-05-18 | Skamlingsbanken                 | Dansk sprog i S-Holsten, nationalt       | Skamlingsbankeselskabet  | 6.000      |
| 1843-05-28 | Egebæksvang                     | Nationalt, Nordisk                       | 28. Maj Selskabet        | -          |
| 1843-06-13 | Aabenraa                        | Dansk-tysk enhed                         | -                        | 4.000      |
| 1843-07-12 | Mønsterhøj, Åbenrå              | Slesvig-Holstensk                        | -                        | -          |
| 1843-08-16 | Himmelbjergfesten               | Nordisk, nationalt                       | Himmelbjerg-Selskabet    | 3.000      |
| 1844-05-28 | Egebæksvang                     | Nationalt                                | -                        | 4.000.     |
| 1844-07-04 | Skamlingsbanken                 | Dansk sprog i S-Holsten, nationalt       | Skamlingsbankeselskabet  | 10.000     |
| 1843-07-12 | Slesvig, Sangerfest             | Slesvig-Holstensk                        | -                        | 14.000     |
| 1844-08-01 | Himmelbjergfesten               | Nordisk, nationalt                       | Himmelbjerg-Selskabet    | 7.000      |
| 1845-05-28 | Egebæksvang                     | Nationalt, ”Folkelig opvækkelse”         | 28. Maj Selskabet        | 10.000     |
| 1845-06-18 | Skamlingsbanken                 | Dansk sprog i S-Holsten, nationalt       | Skamlingsbankeselskabet  | 9.000      |
| 1845-06-24 | Tivoli, Kbh.                    | Skandinavismen                           | -                        | 15.000     |
| 1845-06-30 | Ulkestrup Mark                  | Nationalt, ”Folkelig opvækkelse”         | Caspar Jørgensen         | 6-8000     |
| 1845-08-00 | Skanderborg                     | Royalt, Kong Frederik 6.'s mindesmærke   | Kong Christian 8.        | -          |
| 1846-05-28 | Egebæksvang                     | Nationalt, ”Folkelig opvækkelse”         | 28. Maj Selskabet        | -          |
| 1846-08-03 | Skamlingsbanken                 | Dansk sprog i S-Holsten, nationalt       | Skamlingsbankeselskabet  | 7.000      |
| 1846-09-18 | Hohøjmøde                       | Aflyst, nationalt                        | St. St. Blicher          | -          |
| 1847-05-28 | Egebæksvang                     | Nationalt, ”Folkelig opvækkelse”         | 28. Maj Selskabet        | 2.000      |
| 1847-06-28 | Skamlingsbanken                 | Dansk sprog i S-Holsten, nationalt       | Skamlingsbankeselskabet  | 10.000     |
| 1847-07-16 | Ulkestrup Mark                  | Nationalt, ”Folkelig opvækkelse”         | Caspar Jørgensen         | 6.000      |
| 1849-07-10 | Ulkestrup Mark                  | Nationalt, ”Folkelig opvækkelse”         | Caspar Jørgensen         | 3.000      |
| 1851-07-25 | Skamlingsbanken                 | Nationalt                                | Skamlingsbankeselskabet  | 4.000      |
| 1852-06-05 | Egebæksvang                     | Grundlovsdag, ”Folkelig opvækkelse”      | 5. Juni Selskabet        | 2.000      |
| 1852-07-16 | Skamlingsbanken                 | Nationalt                                | Skamlingsbankeselskabet  | 7.000      |
| 1853-06-05 | Egebæksvang                     | Grundlovsdag, ”Folkelig opvækkelse”      | 5. Juni Selskabet        | 2.000      |
| 1853-06-05 | Skamlingsbanken                 | Grundlovsdag, dansk sprog i S-Holsten    | Skamlingsbankeselskabet  | -          |
| 1854-06-05 | Eremitagen, Jægersborg Dyrehave | Grundlovsdag, royalt                     | Frederik 7.              | -          |
| 1854-06-05 | Egebæksvang                     | Grundlovsdag, ”Folkelig opvækkelse”      | 5. Juni Selskabet        | 2.000      |
| 1855-06-05 | Egebæksvang                     | Grundlovsdag, ”Folkelig opvækkelse”      | 5. Juni Selskabet        | 2.000      |
| 1856-07-06 | Skamlingsbanken                 | Nationalt, grænsespørgsmål, socialt      | Skamlingsbankeselskabet  | -          |
| 1859-06-30 | Skamlingsbanken                 | Nationalt, grænsespørgsmål               | Skamlingsbankeselskabet  | 4.000      |
| 1872-06-23 | Egebæksvang                     | Indsamling af penge til Snekkersten havn | Komiteen                 | -          |
| 1873-00-00 | Egebæksvang                     | Indsamling af penge til Snekkersten havn | Komiteen                 | -          |
| 1884-07-04 | Skamlingsbanken                 | Nationalt, nordisk                       | Skamlingsbankeselskabet  | 1.500      |
| 1887-07-27 | Egebæksvang                     | Indsamling af penge til kirkebyggeri     | Komiteen                 | -          |
| 1888-11-15 | Skamlingsbanken                 | Royalt, nationalt                        | Skamlingsbankeselskabet  | -          |
| 1891-07-21 | Egebæksvang                     | Indsamling af penge til kirkebyggeri     | Komiteen                 | -          |
| 1892-05-26 | Skamlingsbanken                 | Royalt, nationalt                        | Skamlingsbankeselskabet  | -          |
| 1893-05-18 | Skamlingsbanken                 | Nationalt, grænsespørgsmål               | Skamlingsbankeselskabet  | 7.000      |
| 1894-07-04 | Skamlingsbanken                 | Nationalt, grænsespørgsmål               | Skamlingsbankeselskabet  | 5.000      |
| 1895-08-04 | Knivsbjerg                      | Tysk folkefest                           | Festforening             | 1.000      |
| 1898-09-02 | Skamlingsbanken                 | Nationalt, grænsespørgsmål               | Skamlingsbankeselskabet  | 50         |
| 1897-06-20 | Knivsbjerg                      | Tysk folkefest                           | Festforening             | -          |
| 1899-06-30 | Skamlingsbanken                 | Dansk sprog i S-Holsten, nationalt       | Skamlingsbankeselskabet  | 600        |
| 1901-08-04 | Knivsbjerg                      | Tysk folkefest                           | Festforening             | -          |
| 1902-06-24 | Skamlingsbanken                 | Nationalt, socialt, internationalt       | Skamlingsbankeselskabet  | 6.000      |
| 1903-06-24 | Skamlingsbanken                 | Dansk sprog i S-Holsten, nationalt       | Skamlingsbankeselskabet  | 6.000      |
| 1904-06-24 | Skamlingsbanken                 | Nationalt, socialt, internationalt       | Skamlingsbankeselskabet  | 3.000      |
| 1905-06-24 | Skamlingsbanken                 | Kristent, nordisk                        | Skamlingsbankeselskabet  | -          |
| 1905-08-05 | Krabbesholm-stævnet             | Dansk-amerikansk, højskolen              | Dansk-Amerikansk Selskab | 100        |
| 1906-06-04 | Skamlingsbanken                 | Nordisk                                  | Skamlingsbankeselskabet  | 12.000     |
| 1906-06-24 | Skamlingsbanken                 | Nationalt, internationalt                | Skamlingsbankeselskabet  | -          |
| 1907-06-24 | Skamlingsbanken                 | Nationalt, internationalt                | Skamlingsbankeselskabet  | -          |
| 1908-06-24 | Skamlingsbanken                 | Kirkeligt, internationalt                | Skamlingsbankeselskabet  | -          |
| 1908-07-12 | Jenlefest                       | Socialistisk                             | Jeppe Aakjær             | 3.000      |
| 1908-07-26 | Jenlefest                       | Kvindesagen                              | Jeppe Aarkjær            | 200        |
| 1909-06-24 | Skamlingsbanken                 | Nationalt, Kristent                      | Skamlingsbankeselskabet  | -          |
| 1909-07-00 | Landsudstilling Aarhus          | Nationalt                                | -                        | -          |
| 1909-07-04 | Landsudstilling Aarhus          | Dansk-amerikansk                         | -                        | -          |
| 1910-06-24 | Skamlingsbanken                 | Nationalt                                | Skamlingsbankeselskabet  | -          |
| 1910-07-03 | Dynæsmøde                       | Nationalt, socialistisk                  | Johan Skjoldborg         | 500        |
| 1910-07-10 | Jenlefest                       | Socialistisk                             | Jeppe Aakjær             | 4.000      |
| 1911-06-24 | Skamlingsbanken                 | Nationalt                                | Skamlingsbankeselskabet  | -          |
| 1911-07-02 | Skamlingsbanken                 | Ungdom, dansk sprog i S-Holsten          | Skamlingsbankeselskabet  | 7.000      |
| 1911-07-02 | Dynæsmøde                       | Nationalt, socialistisk                  | Johan Skjoldborg         | 500        |
| 1911-07-23 | Jenlefest                       | Socialistisk                             | Jeppe Aakjær             | 3.000      |
| 1912-06-24 | Skamlingsbanken                 | Ungdom, nationalt                        | Skamlingsbankeselskabet  | -          |
| 1912-07-14 | Jenlefest                       | Socialistisk, Kristent                   | Jeppe Aakjær             | 5.000      |
| 1912-07-14 | Skamlingsbanken                 | Nationalt                                | Skamlingsbankeselskabet  | 2.000      |
| 1912-07-07 | Dynæsmøde                       | Nationalt, socialistisk.                 | Johan Skjoldborg         | 1.000      |
| 1912-08-05 | Rebildfest                      | Dansk-amerikansk, højskolen, Kristent    | Rebild-komitéen          | 15.000     |
| 1912-07-07 | Hohøjmøde                       | Nordisk, St. St. Blicher                 | Neerup, Sachs, Borresen  | -          |
| 1913-06-24 | Skamlingsbanken                 | Nationalt, ungdom                        | Skamlingsbankeselskabet  | -          |
| 1913-07-06 | Dynæsmøde                       | Nationalt, socialistisk                  | Johan Skjoldborg         | 20.000     |
| 1913-07-20 | Jenlefest                       | Religionsfrihed, ungdom                  | Jeppe Aakjær             | 4.000      |
| 1913-00-00 | Hohøjmøde                       | Nationalt                                | Hohøjkomiteen            | 5000       |
| 1914-05-10 | Skamlingsbanken                 | Nationalt, forsvar                       | Skamlingsbankeselskabet  | 3.000      |
| 1914-06-24 | Skamlingsbanken                 | Nationalt, genforening                   | Skamlingsbankeselskabet  | -          |
| 1914-07-05 | Jenlefest                       | Socialistisk, nationalt                  | Jeppe Aakjær             | 4.000      |
| 1914-07-05 | Dynæsmøde                       | Nationalt, socialistisk                  | Johan Skjoldborg?        | 1.000      |
| 1914-00-00 | Hohøjmøde                       | Nationalt                                | Hohøjkomiteen            | 3500       |
| 1914-07-04 | Rebildfest                      | Dansk-amerikansk, kristent, højskole     | Rebild-komiteen          | 10.000     |
| 1915-08-01 | Jenlefest                       | Fred                                     | Jeppe Aakjær             | 300        |
| 1915-07-04 | Rebildfest                      | Dansk-amerikansk, kristent, højskole     | Rebild-komiteen          | 10.000     |
| 1916-07-04 | Rebildfest                      | Dansk-amerikansk                         | Rebild-komiteen          | -          |
| 1917-07-08 | Jenlefest                       | Nationalt, fred                          | Jeppe Aakjær             | 4.000      |
| 1917-00-00 | Hohøjmøde                       | Nationalt                                | Hohøjkomiteen            | -          |
| 1918-07-14 | Jenlefest                       | Demokrati, socialistisk                  | Jeppe Aakjær             | 5.000      |
| 1919-07-06 | Hohøjmøde                       | Nationalt, St. St. Blicher               | Hohøjkomiteen            | 10.000     |
| 1919-07-27 | Skamlingsbanken                 | Nationalt, grænsespørgsmål               | Skamlingsbankeselskabet  | 7.000      |
| 1919-07-13 | Skamlingsbanken                 | Sang                                     | Skamlingsbankeselskabet  | 15.000     |
| 1920-07-11 | Dybbøl                          | Nationalt, grænsespørgsmål               | -                        | 150.000    |
| 1920-08-01 | Jenlefest                       | Grænsespørgsmål, nordisk                 | Jeppe Aakjær             | 8.000      |
| 1920-07-04 | Rebildfest                      | Dansk-amerikansk, genforening, nationalt | Rebild-komiteen.         | 10.000     |
| 1921-06-24 | Skamlingsbanken                 | Grænsespørgsmål                          | Skamlingsbankeselskabet  | ->         |
| 1921-07-04 | Rebildfest                      | Dansk-amerikansk                         | Rebild                   | -          |
| 1921-07-10 | Jenlefest                       | Socialtistisk, nationalt                 | Jeppe Aakjær             | 5.000      |
| 1921-07-21 | Skamlingsbanken                 | Nationalt, grænsespørgsmål               | Skamlingsbankeselskabet  | 400        |
| 1921-00-00 | Hohøjmøde                       | Nationalt                                | Hohøjkomiteen            | -          |
| 1922-06-24 | Skamlingsbanken                 | Nationalt                                | Skamlingsbankeselskabet  | 5.000      |
| 1922-07-04 | Rebildfest                      | Dansk-amerikansk                         | Rebild-komiteen          | 5.000      |
| 1922-07-09 | Jenlefest                       | Antimilitarisme                          | Jeppe Aakjær             | 2.000      |
| 1922-00-00 | Hohøjmøde                       | Nationalt                                | Hohøjkomiteen            | -          |
| 1923-06-24 | Skamlingsbanken                 | Grænsespørgsmål, nationalt               | Skamlingsbankeselskabet  | -          |
| 1923-07-04 | Rebildfest                      | Dansk-amerikansk                         | Rebild-komiteen          | 8.000      |
| 1923-07-08 | Jenlefest                       | Nationalt                                | Jeppe Aakjær             | 2.244      |
| 1923-00-00 | Hohøjmøde                       | Nationalt                                | Hohøjkomiteen            | -          |
| 1924-06-22 | Skamlingsbanken                 | Nationalt, historisk                     | Skamlingsbankeselskabet  | 1.000      |
| 1924-07-04 | Rebildfest                      | Dansk-amerikansk                         | Rebild-komiteen          | 10.000     |
| 1924-07-06 | Jenlefest                       | Nationalt, demokrati                     | Jeppe Aakjær             | -          |
| 1924-00-00 | Hohøjmøde                       | Nationalt                                | Hohøjkomiteen            | -          |
| 1925-06-24 | Skamlingsbanken                 | Nationalt, grænsespørgsmål               | Skamlingsbankeselskabet  | -          |
| 1925-07-04 | Rebildfest                      | Dansk-amerikansk                         | Rebild-komiteen          | 20.000     |
| 1925-07-05 | Jenlefest                       | Socialtistisk                            | Jeppe Aakjær             | 5.000      |
| 1925-00-00 | Hohøjmøde                       | Nationalt                                | Hohøjkomiteen            | -          |
| 1926-06-24 | Skamlingsbanken                 | -                                        | Skamlingsbankeselskabet  | 1.000      |
| 1926-06-05 | Egebæksvang                     | Nationalt, Nordisk                       | -                        | 500        |
| 1926-07-04 | Rebildfest                      | Dansk-amerikansk                         | Rebild-komiteen          | 35.000     |
| 1926-07-25 | Jenlefest                       | Nationalt, socialistisk                  | Jeppe Aakjær             | 2.000      |
| 1926-00-00 | Hohøjmøde                       | Nationalt                                | Hohøjkomiteen            | -          |
| 1927-06-26 | Skamlingsbanken                 | Grænsespørgsmål                          | Skamlingsbankeselskabet  | 50         |
| 1927-07-04 | Rebildfest                      | Dansk-amerikansk                         | Rebild-komiteen          | 25.000     |
| 1927-00-00 | Hohøjmøde                       | Nationalt                                | Hohøjkomiteen            | -          |
| 1928-07-04 | Rebildfest                      | Dansk-amerikansk                         | Rebild-komiteen          | 35.000     |
| 1928-00-00 | Hohøjmøde                       | Nationalt                                | Hohøjkomiteen            | -          |
| 1929-06-30 | Skamlingsbanken                 | Nationalt                                | Skamlingsbankeselskabet  | -          |
| 1929-07-04 | Rebildfest                      | Dansk-amerikansk                         | Rebild-komiteen          | 20.000     |
| 1929-07-14 | Jenlefest                       | Nationalt, socialistisk, afrustning      | Jeppe Aakjær             | 3.000      |
| 1929-00-00 | Hohøjmøde                       | Nationalt                                | Hohøjkomiteen            | -          |
| 1930-07-04 | Rebildfest                      | Dansk-amerikansk                         | Rebild-komiteen          | 40.000     |
| 1930-07-25 | Skamlingsbanken                 | Nationalt                                | Skamlingsbankeselskabet  | 500        |
| 1930-00-00 | Hohøjmøde                       | Nationalt                                | Hohøjkomiteen            | -          |
| 1931-05-17 | Skamlingsbanken                 | Nationalt                                | Skamlingsbankeselskabet  | -          |
| 1931-07-04 | Rebildfest                      | Dansk-amerikansk                         | Rebild-komiteen          | -          |
| 1931-00-00 | Hohøjmøde                       | Nationalt                                | Hohøjkomiteen            | -          |
| 1932-06-26 | Skamlingsbanken                 | Nationalt, grænsespørgsmål               | Skamlingsbankeselskabet  | 700        |
| 1932-07-04 | Rebildfest                      | Dansk-amerikansk                         | Rebild-komiteen          | -          |
| 1933-06-25 | Skamlingsbanken                 | Nationalt, grænsespørgsmål               | Skamlingsbankeselskabet  | -          |
| 1933-07-04 | Rebildfest                      | Dansk-amerikansk                         | Rebild-komiteen          | -          |
| 1934-06-24 | Skamlingsbanken                 | Nationalt, grænsespørgsmål               | Skamlingsbankeselskabet  | -          |
| 1934-07-04 | Rebildfest                      | Dansk-amerikansk                         | Rebild-komiteen          | 40.00      |
| 1935-07-04 | Rebildfest                      | Dansk-amerikansk                         | Rebild-komiteen          | 10.000     |
| 1936-06-28 | Skamlingsbanken                 | Nationalt                                | Skamlingsbankeselskabet  | [ 157 ]    |
| 1936-07-04 | Rebildfest                      | Dansk-amerikansk                         | Rebild-komiteen          | 25.000     |
| 1937-06-27 | Skamlingsbanken                 | Nationalt                                | Skamlingsbankeselskabet  | -          |
| 1937-07-04 | Rebildfest                      | Dansk-amerikansk                         | Rebild-komiteen          | 30.000     |
| 1937-00-00 | Hohøjmøde                       | Aflyst, nationalt                        | Hohøjkomiteen            | -          |
| 1938-07-04 | Rebildfest                      | Dansk-amerikansk                         | Rebild-komiteen          | 30.000     |
| 1938-00-00 | Hohøjmøde                       | Nationalt                                | Hohøjkomiteen            | -          |
| 1939-06-18 | Skamlingsbanken                 | Nationalt, racespørgsmål                 | Skamlingsbankeselskabet  | -          |
| 1939-07-04 | Rebildfest                      | Dansk-amerikansk                         | Rebild-komiteen          | 10.000<    |
| 1941-06-22 | Skamlingsbanken                 | Nationalt                                | Skamlingsbankeselskabet  | 6.000      |
| 1942-06-21 | Skamlingsbanken                 | Nationalt, frihed                        | Skamlingsbankeselskabet  | 6.000      |